# John James Davis

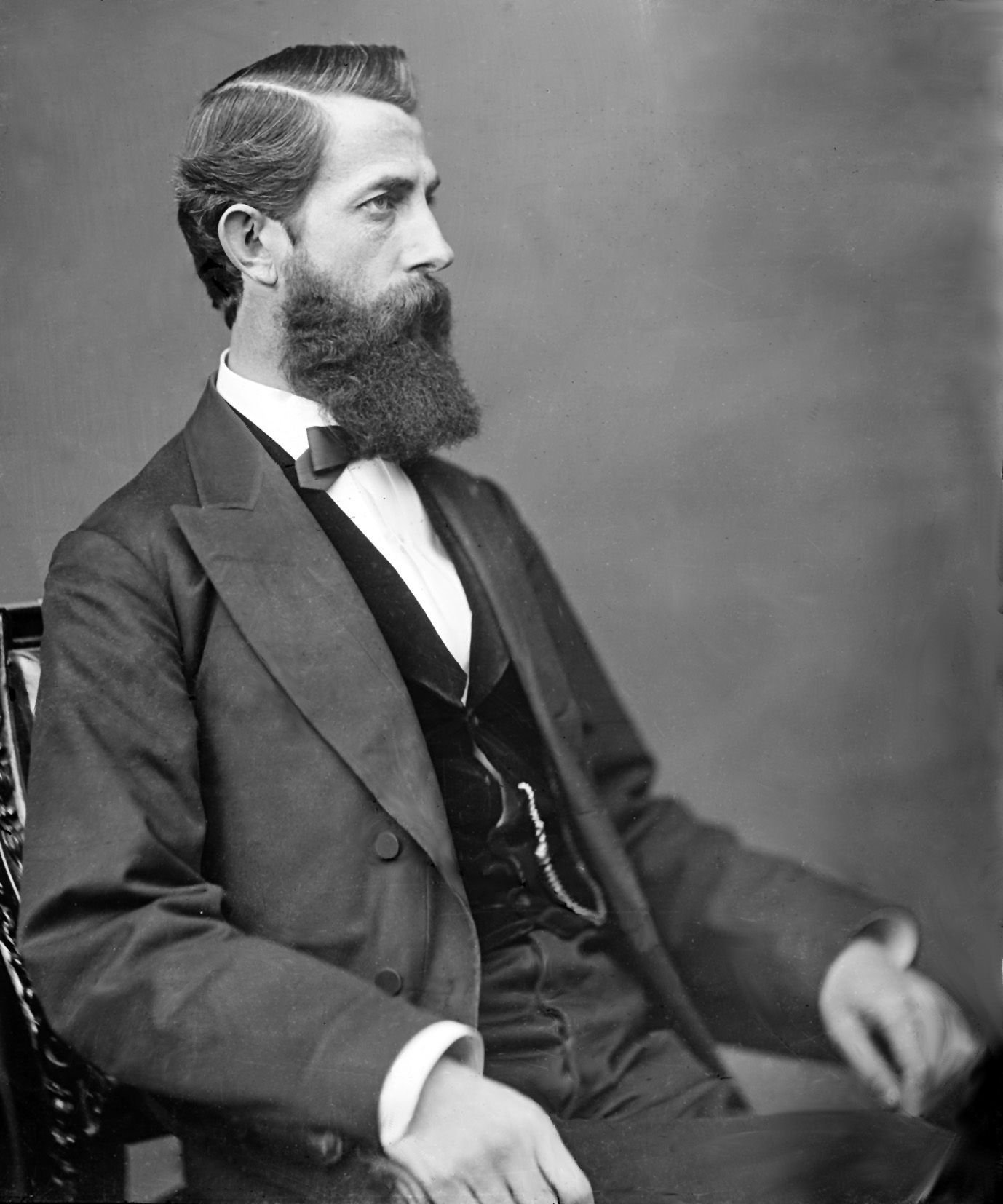
John James Davis

John James Davis (* 5. Mai 1835 in Clarksburg, Virginia; † 19. März 1916 ebenda) war ein US-amerikanischer Politiker. Zwischen 1871 und 1875 vertrat er den ersten Wahlbezirk des Bundesstaates West Virginia im US-Repräsentantenhaus.

## Leben
John Davis wurde 1835 in Clarksburg geboren, das damals noch zum Bundesstaat Virginia gehörte und erst 1863 zum neugegründeten Bundesstaat West Virginia kam. Er besuchte die North Western Virginia Academy in Clarksburg und studierte danach an der Lexington Law School, aus der die heutige Washington and Lee University hervorging, Jura. Nach seiner im Jahr 1856 erfolgten Zulassung als Rechtsanwalt begann er in seiner Heimatstadt Clarksburg in seinem neuen Beruf zu arbeiten. Im Jahr 1861 wurde er in das Abgeordnetenhaus von Virginia gewählt.
Davis war ein Anhänger der Union und damit gegen den Austritt Virginias aus den Vereinigten Staaten. Nachdem ebendieser Austritt von der Mehrheit der Delegierten auf einem Kongress beschlossen wurde, formierten sich die unionstreuen Bürger der westlichen Provinzen, um einen neuen Staat zu gründen. Davis war Mitglied der ersten Versammlung dieser Bewegung, die am 22. April 1861 stattfand. Im Juni 1861 war er Delegierter auf einer weiteren Konferenz in Wheeling, die das gleiche Ziel verfolgte. Im Jahr 1863 wurde dann der unionstreue Staat West Virginia gegründet.
Davis wurde Mitglied der Demokratischen Partei, deren Democratic National Conventions er in den Jahren 1868, 1876 und 1892 besuchte. Zwischen 1869 und 1870 gehörte er dem Abgeordnetenhaus von West Virginia an. 1870 wurde er im ersten Distrikt des Staates in das US-Repräsentantenhaus in Washington gewählt. Dort trat er am 4. März 1871 die Nachfolge des Republikaners Isaac H. Duval an. Nach einer Wiederwahl im Jahr 1872 konnte er bis zum 3. März 1875 zwei Legislaturperioden im Kongress absolvieren. Im Jahr 1874 verzichtete er auf eine erneute Kandidatur.
Nach seiner Zeit im Kongress arbeitete Davis wieder als Anwalt. Im Jahr 1884 war er bei den Präsidentschaftswahlen einer der Wahlmänner von Grover Cleveland. John Davis verstarb am 19. März 1916 in seiner Geburtsstadt Clarksburg.